# Ophelina farallonensis
Ophelina farallonensis är en ringmaskart som beskrevs av Blake in Blake, Hilbig och Scott 2000. Ophelina farallonensis ingår i släktet Ophelina och familjen Opheliidae. Inga underarter finns listade i Catalogue of Life.